# فيدران يركوفيتش
فيدران يركوفيتش هو لاعب كرة قدم كرواتي في مركز قلب الدفاع، ولد في 13 أكتوبر 1991 في بوغوينو في البوسنة والهرسك. لعب مع نادي إسترا 1961.